# Happy Ever After
Happy Ever After er det femte studiealbum af den danske gruppe Gangway, udgivet i september 1992. 
Albummet er Gangways bedst sælgende med 50.000 solgte eksemplarer og vandt i februar 1993 en Dansk Grammy for årets danske rockudgivelse. Singlen "Mountain Song" gav gruppen deres store publikumsgennembrud og blev det 7. mest spillede nummer i radioen i 1992.

## Spor
Alt tekst og musik er skrevet af Henrik Balling, undtagen hvor noteret. 
1. "No Need to Be Afraid" – 4:00
2. "You and Yours" (Torben Johansen) – 3:46
3. "Didn't I Make You Laugh" – 5:15
4. "Once in a While" (Johansen) – 3:24
5. "Hey Little Darling" – 4:01
6. "Never Say Goodbye"  (Johansen) – 4:08
7. "Mountain Song" – 3:15
8. "Blessed by a Lesser God" – 5:24
9. "Manic Days" – 3:45
10. "Don't Go" – 4:35

Bonusnumre (cd)
11. "The Glad Hatter" – 2:52
12. "No Matter What" (Recorded live) – 2:32
Bonusnumre på japansk version
13. "Didn't I Make You Laugh (Remix)" – 6:00
14. "Mountain Song (Remix with Illinton)" – 3:38

## Personel
Gangway
- Allan Jensen – vokal, percussion
- Henrik Balling – guitar, producer, arrangement
- Torben Johansen – keyboards
- Cai Bojsen-Møller – trommer, percussion

Yderligere musikere
- Fru Larsen – wah-wah pedal, percussion
- Søren Wolff – akustisk guitar, guitar (spor 3)
- Anders Koppel – hammondorgel (spor 8)
- Lene Eriksen – bas (spor 12)
- Jesper Siberg – sound design

Produktion
- Katie Dahlstrom – lydtekniker, mixer
- Peter Ravn – cover design, art direction
- Pierre Winther – cover foto